# Giovanni Mulassano
Giovanni Mulassano (Cuneo, 7 luglio 1985) è un ex skeletonista ed ex bobbista italiano piemontese, componente della Nazionale Italiana.

## Biografia
Giovanni Mulassano inizia la sua carriera nello skeleton nel 2006 con un corso organizzato dalla Federazione italiana sport invernali, presso la pista di Cesana Pariol.
Nel gennaio 2007 partecipa ai primi campionati italiani classificandosi ottavo; nella stagione 2007/2008 entra nella Nazionale italiana gareggiando in Coppa Europa per la prima volta sulla pista olimpica di Igls; prende parte a tutte le gare del circuito continentale ottenendo i suoi risultati sulle piste di Königssee (14º) e Cesana Pariol (12º). Nella classifica generale sarà 26°. Nel 2008 entra nel Gruppo Sportivo Fiamme Azzurre continuando a prendere parte alla Coppa Europa.
Nel 2009 diventa campione italiano di spinta a Cortina e si piazza al 36º posto generale di Coppa Europa. In seguito a questi risultati nel 2010 viene inserito nella squadra di Coppa Intercontinentale dove termina la stagione al 16º posto.
Partecipa ai Campionati mondiali di skeleton nel 2011 a Königssee e nel 2013 a Sankt Moritz. 
Al termine della stagione 2014/2015 decide di cambiare disciplina passando al bob.
A settembre 2015 prende parte ai suoi primi campionati italiani di Cortina classificandosi 4º nel bob a 2 con Alessandro Fierro e 1° come frenatore del bob a 4 con Simone Fontana, Costantino Ughi e Marco Tessari. In inverno esordisce in Coppa Europa sulla pista di Winterberg a fine novembre 2015 rappresentando la Nazionale italiana come pilota nell'equipaggio di Italia3 insieme ad Alessandro Fierro.
Nella stagione 2015/2016 prende parte a tutte le gare di Coppa Europa come pilota di Bob a 2 saltando solo le gare di Sigulda. Nella rassegna continentale gareggia insieme a differenti frenatori: Federico Comel (Altenberg), Danilo Zannarotto (Igls), Mattia Variola (Königssee, St.Moritz). A febbraio 2016 in equipaggio con Simone Bertazzo, Simone Fontana, Costantino Ughi prende parte ai Campionati del Mondo di bob a 4 sulla pista austriaca di Igls(Austria) classificandosi 19º. La settima successiva viene mantenuto lo stesso equipaggio che nella gara di Coppa del Mondo chiude al 9º posto mantenendo l'equipaggio di Bertazzo nella Top 10 della classifica generale di Coppa del Mondo IBSF chiudendo all'8º posto.
Dalla stagione 2016/2017 lascia il ruolo di pilota per concentrarsi unicamente in quello di frenatore per la squadra azzurra. Insieme al pilota Simone Fontana gareggia in Coppa del Mondo a Igls; con il pilota Simone Bertazzo, insieme ai compagni Francesco Costa e Giuseppe Gibilisco, compete nella gara di Coppa del Mondo di bob a 4 di Konigssee e con gli stessi componenti ma con il pilota Baumgartner gareggia in quella di Igls. 
Nella stagione che porta ai Giochi Olimpici del 2018 prende parte alle gare di Coppa del Mondo negli equipaggi di Bertazzo e Baumgartner. Per pochi punti il secondo equipaggio di Bob a 4 non si qualifica per la rassegna olimpica. 
L'ultima stagione agonistica è quella del 2018/2019 dove gareggia in Coppa Europa con i nuovi piloti Variola e Ughi. Al termine della stagione rende ufficiale il suo ritiro. 
Dall'estate 2018 entra come Membro del Development Committee della federazione internazionale IBSF. 
Dalla stagione 2019/2020 si occupa della preparazione atletica della squadra nazionale. In occasione dei Campionati del Mondo di Altenberg 2020, con il tecnico di pista Manuel Machata, classificano il Team di Baumgartner, con Costantino Ughi, al 20º posto finale e Variola, con Alex Verginer, al 25º posto finale. Nel bob a 4 l'Italia con Baumgartner Patrick, Costantino Ughi, Bilotti Lorenzo ottengono un 14º posto finale, risultato che non veniva più raggiunto da 10 stagioni.
Nella stagione 2020/2021 segue la preparazione dei componenti della squadra andando ad inserire nuovi atleti come Eric Fantazzini, che in occasione dei Campionati del Mondo di Altenberg 2021 (in origine Lake Placid ma per le problematiche Covid spostati sulla pista tedesca) in equipaggio con il pilota Patrick Baumgartner ottengono un ottimo 18º posto finale. La settimana successiva con il bob a 4 (Baumgartner, Fantazzini, Ughi, Bilotti) ottengono un 15º posto dopo una prima giornata di gare che lasciava sperare alla top 10.
Nella stagione 2021/2022, stagione che porterà ai Giochi Olimpici di Beijing 2022, è stato inserito dal nuovo Direttore Sportivo Oioli, suo ex compagno di squadra nello skeleton, nell'organico come responsabile della preparazione atletica.
Nelle gare di Coppa del Mondo della stagione 2021/2022  il team del pilota Mattia Variola (Fiamme Azzurre) ottiene il quarto tempo di spinta nella gara di bob a 4 di Igls. Entrambi gli equipaggi (Team Baumgartner e Team Variola, con i frenatori Mircea, Fantazzini, Pagnini, Verginer, Bilotti ed Obou) riescono a segnare ottimi tempi nel fondamentale di spinta durante la stagione di gare. In occasione della Coppa Europa di Igls con il Team Variola (frenatore Mircea) ottengono un ottimo terzo posto nel bob a 2 e il Team Baumgartner (con i frenatori Fantazzini, Verginer e Bilotti) vincono la seconda gara con il bob a 4. La squadra italiana qualifica un equipaggio nel bob a 2, due equipaggi nel bob a 4 e un equipaggio nel monobob femminile per i Giochi Olimpici di Beijing 2022.
Nella stagione successiva ai Giochi del 2022 diventa Responsabile della Preparazione Atletica della squadra nazionale italiana. 
Nella stagione 2022/2023 segue gli uomini sia di Coppa del Mondo sia di Coppa Europa. Gli equipaggi nel circuito maggiore sono rappresentati da Patrick Baumgartner e Mattia Variola sia nel bob a 2 che nel bob a 4. In occasione dei Campionati del Mondo di St Moritz 2023 gli azzurri del Team Baumgartner conquistano ottimi piazzamenti.